# Mas del Notari
El Mas del Notari, Casabona o Masia Alegret, és una masia del municipi de Vilanova i la Geltrú (Garraf) protegida com a bé cultural d'interès local. S'utilitza actualment per a ús turístic.

## Descripció
L'edifici principal del Mas del Notari és una construcció de grans dimensions, amb planta en forma de L. És format per dos cossos de planta baixa, pis i golfes, amb coberta a dues vessants i un cos lateral d'una única planta i terrat superior. La façana principal presenta, a la planta baixa, una porta d'accés d'arc escarser i finestres allindanades als costats. Al primer pis hi ha obertures allindanades, nua finestra i quatre balcons ampitadors amb barana de balustres. A les golfes hi ha cinc finestres d'arc rebaixat.
La façana lateral té terrassa amb barana de balustres a l'altura del primer pis. A la planta baixa hi ha una tribuna. Les obertures del pis principal són allindanades i les de les golfes d'arc rebaixat, totes amb motllures trencaaigües. La torratxa superior és de planta quadrada, amb obertures allindanades i coronament amb balustrada.

## Història
Antigament revia el nom de mas de n'Alegret i es tenen dades des de 1545, quan era propietat de Pere Alegret del Mas. Apareix al cadastre de 1738 amb el nom de masia Alegret. A mitjans del segle xix el conjunt experimentà diverses obres de restauració i es construí la torratxa.
La masia adquirí l'actual nom des que va ésser propietat del notari Josep Anton Martí, difunt l'any 1818, que s'havia casat amb Magdalena Alegret del fins aleshores mas de n'Alegret. Al 1845 es parla de 'Manso de Martí o Notario'.
La masia va ser citada per Josep Coroleu fent esment al trasllat a Vilafranca del bandoler Xarreteres, al 1822. El regidor Andreu Milà l'adquirí a mitjans del segle xix i després la vengué a la família del pintor Jaume Ferrer Mascaró, al 1883, on tigué l'estudi.

## Restes arqueològiques
Al voltant de la masia s'han documentat restes i estructures ibèriques. Les excavacions indiquen l'existència d'un assentament d'època ibèrica probablement dedicat a activitats agrícoles i ramaderes. Entre el material ceràmic recuperat es troben fusaioles, àmfores, ceràmica comuna i d'importació on destaquen produccions púniques ebusitanes i itàliques (campaniana A i C). Una primera aproximació cronològica indicaria una ocupació del jaciment entre finals del segle IV o principis del III aC fins al canvi d'era. També es van recuperar restes de fauna i les restes humanes corresponents a dos esquelets infantils d'època ibèrica. L'estudi antropològic de les restes humanes ha permès concloure que es tracta de dos individus perinatals d'època ibèrica, d'edat estimada propera al naixement. Les restes dels dos esquelets infantils es trobaven associades a esquelets d'animals, concretament un gos i dos ovicaprins.
S'han pogut determinar diferents fases constructives que marquen diferents usos de l'espai. En primer lloc s'ha documentat una fase d'època ibèrica de la qual només es conserven tres murs. En un segon moment, comprès entre els segles II i I aC, es cobreixen aquestes estructures i s'anivella de forma més o menys regular el terreny. Sembla que en aquest mateix moment es construeixen dos murs que delimiten dos espais. No s'ha pogut determinar la seva funcionalitat. Finalment, amb cronologies del segle xix, es documenten tres retalls de funció indeterminada.